# Monsieur (titul)
Monsieur, (množné číslo Messieurs, v původním významu ve francouzštině pán, byl titul člena francouzského královského domu v období zvaného Ancien régime. 

## Užívání titulu
Titul se dával nejstaršímu bratru francouzského krále. Titul je znám od 15. století, poprvé jej dostal Karel, Vévoda orleánský, pozdější král Karel IX.
Princ královské krve mohl v průběhu života tento titul pozbýt. Např. vévoda Gaston Orleánský (bratr Ludvíka XIII. nosil tento titul v letech 1610–1643, když však na trůn nastoupil jeho synovec Ludvík XIV., začal se titulovat Velký Monsieur a jeho další synovec, bratr Ludvíka XIV. Filip nosil titul Malý Monsieur. V roce 1660 Gaston zemřel a Filip se začal titulovat pouze Monsieur, kterýžto titul nosil do své smrti, neboť zemřel ještě za života svého staršího bratra Ludvíka XIV.
V průběhu více než 70 let, od roku 1701 do roku 1774, tento titul užíván nebyl, neboť konstelace v královské rodině to neumožňovala: Ludvík XV. (1710–1774) byl mladším synem Ludvíka, vévody burgundského (1682–1712), syna Ludvíka, Velkého dauphina (1661–1711) a vnuka Ludvíka XIV a v okamžiku nástupu na trůn neměl bratrů. Syn Ludvíka XV., dauphin Ludvík Ferdinand (1729–1765), zemřel ještě za otcova života a měl pouze jednoho v útlém dětství zemřelého bratra, vévodu Ludvíka z Anjou (1730–1733). Teprve po nástupu Ludvíka XVI. na trůn jeho bratr Ludvík-Stanislav de Provence (1755–1824) dostal titul Monsieur. Po popravě Ludvíka XVI. (1793) a smrti jeho desetiletého syna Ludvíka XVII. (1785–1795) za francouzské revoluce se hrabě de Provence prohlásil králem Francie jako Ludvík XVIII. a jeho bratr, hrabě Karel d'Artois (1757–1836) začal nosit titul Monsieur. Tehdejší revoluční vláda však neuznala nároky a tituly ani jednoho z nich.
Oficiálně byl titul obnoven při Restauraci Bourbonů v roce 1814 pro hraběte Karla d'Artois, který se v roce 1824 stal králem Karlem X. Byl posledním, kdo oficiálně tento titul nosil – protože byl nejmladší z bratří, nebyl již v jeho generaci nikdo, komu by titul náležel a po revoluci v roce 1830 byl titul Monsieur zrušen.

## Princovénosící oficiálně titul Monsieur
- Karel, Vévoda orleánský (1559–1560);
- Jindřich, vévoda z Angoulême (1560–1574);
- František, vévoda z Alençonu (1574–1584);
- Gaston, vévoda orleánský (1610–1660);
- Filip, vévoda orleánský (1640–1701);
- Ludvík, hrabě provensálský (1774–1793);
- Karel, hrabě d’Artois (1795–1824) – poslední královský princ, jenž oficiálně nosil tento titul; ten byl zrušen po revoluci v roce 1830.

## Současnost
Výraz je používán jako forma uctivého oslovení muže ve Francii i některých jiných zemích.

## Galerie

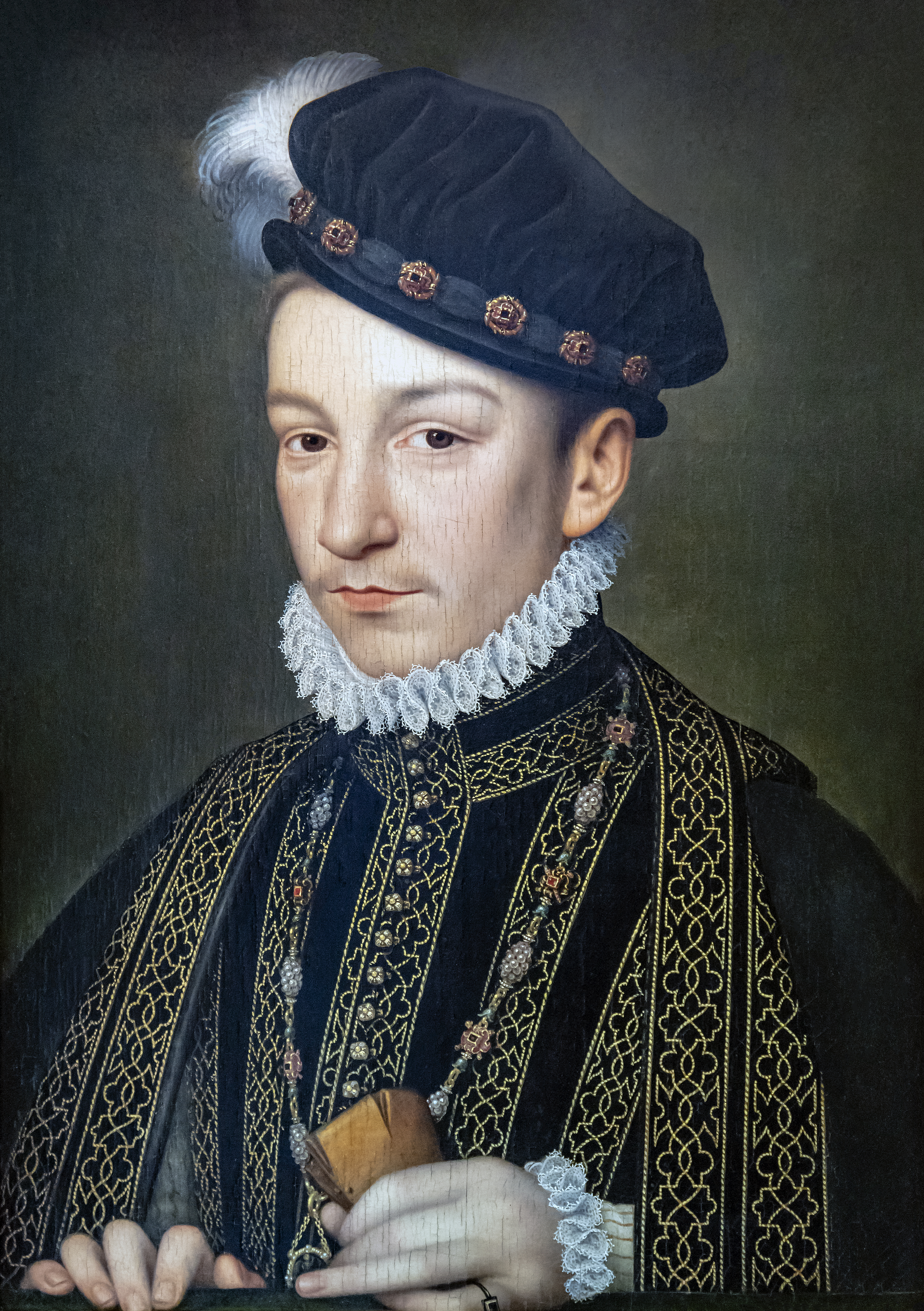
Karel, vévoda orleánský (1559–1560)
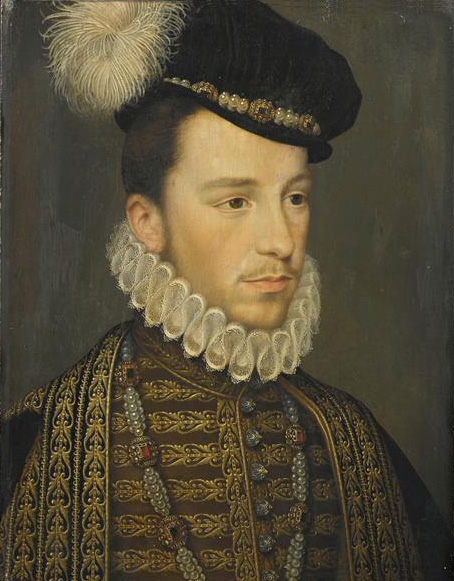
Jindřich, vévoda z Angoulême (1560–1574)
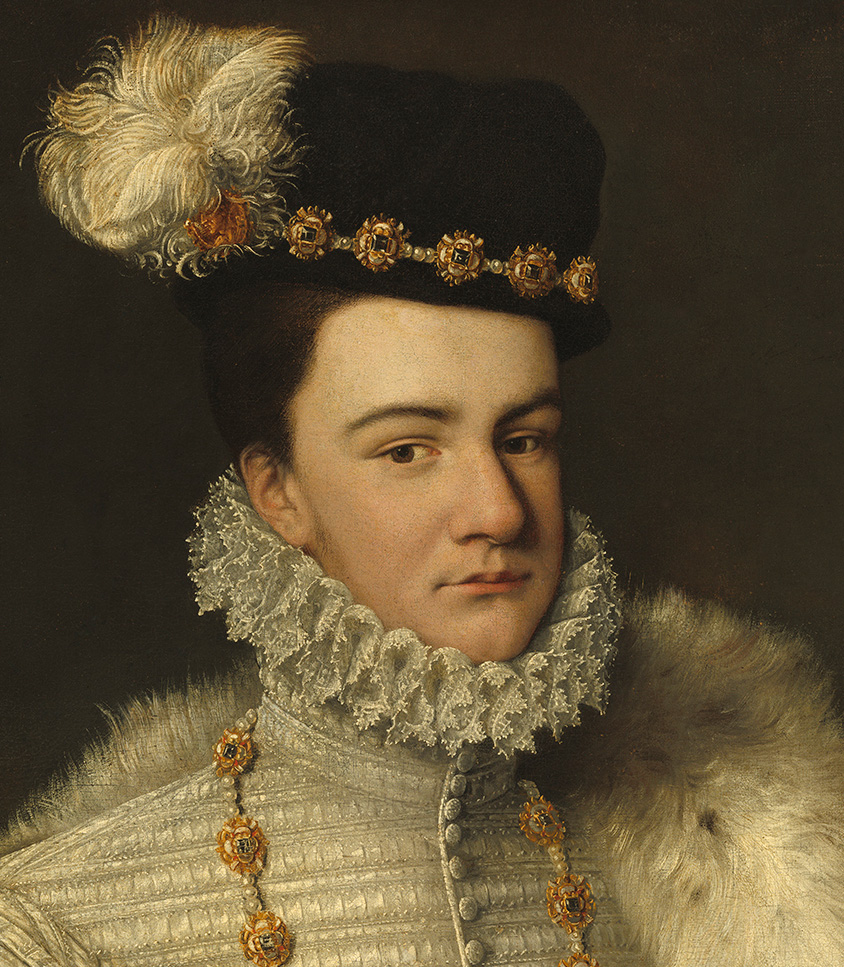
František, vévoda z Alençonu (1574–1584)
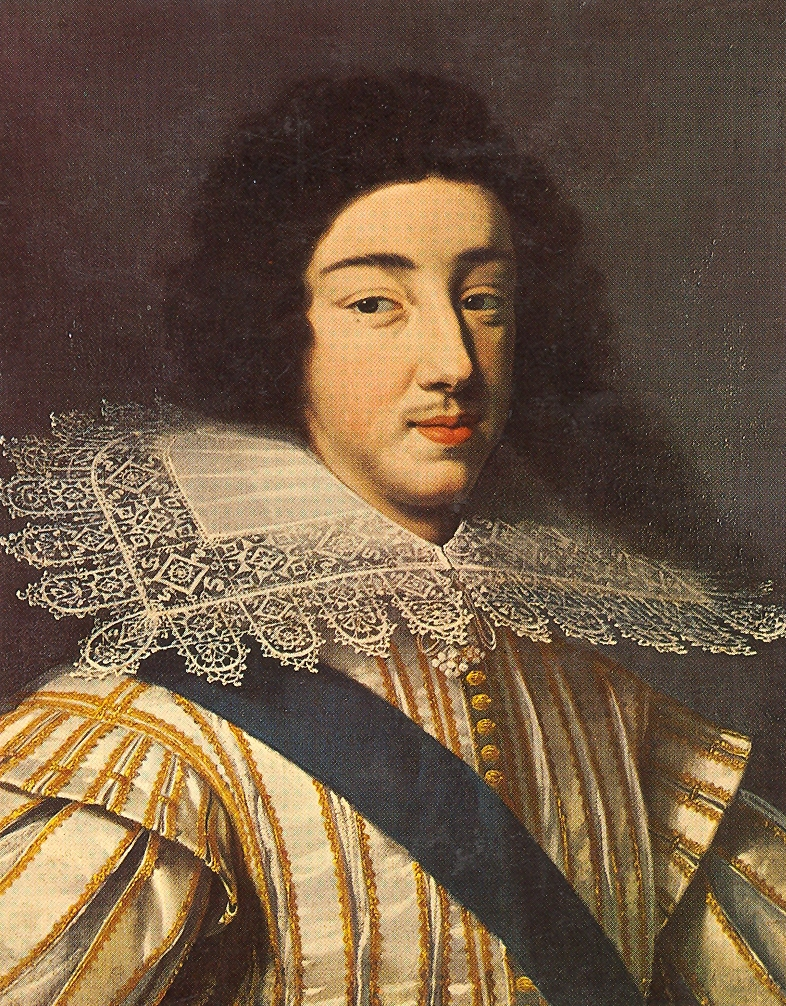
Gaston, vévoda orleánský (1610–1660)
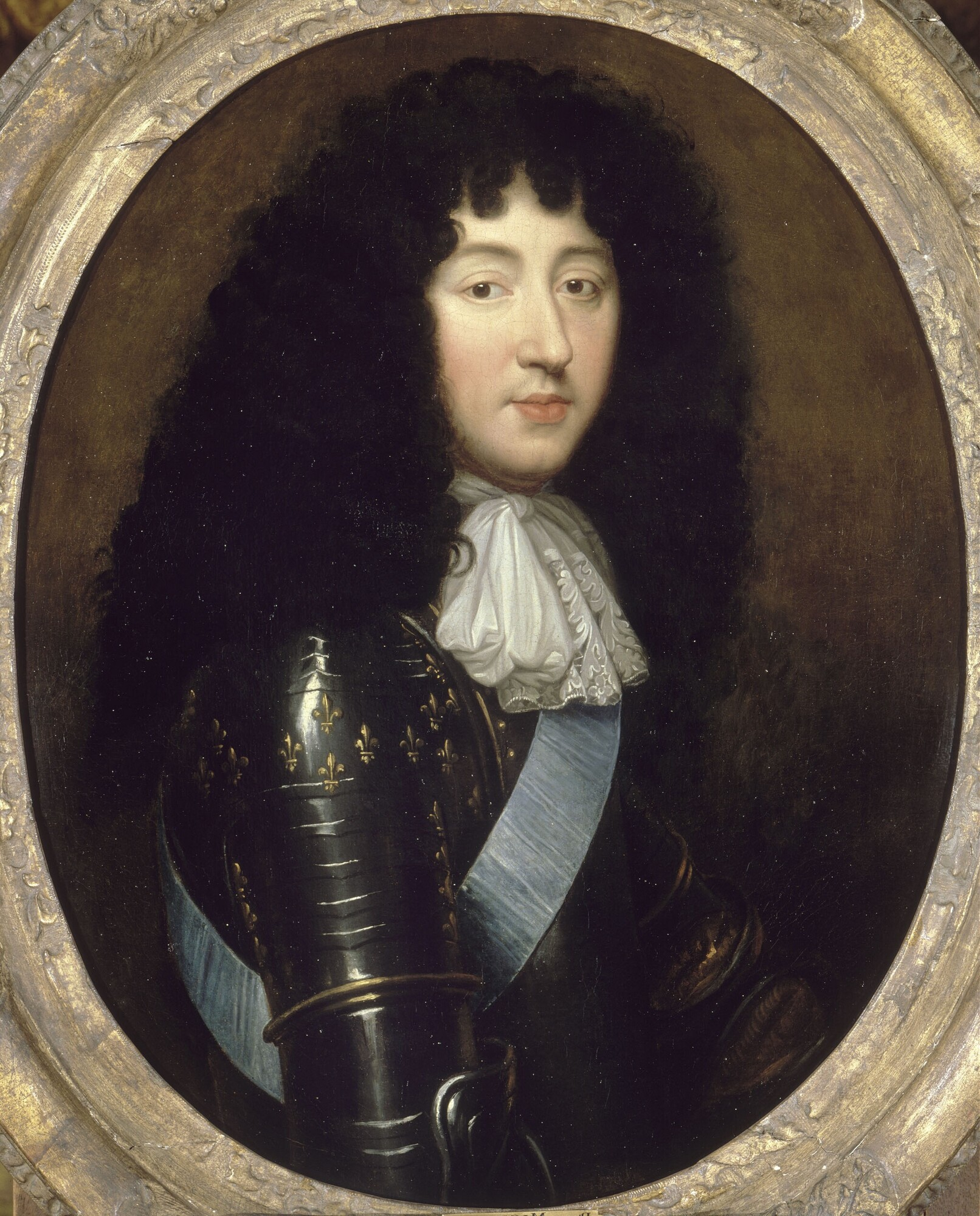
Filip, vévoda orleánský (1640–1701)
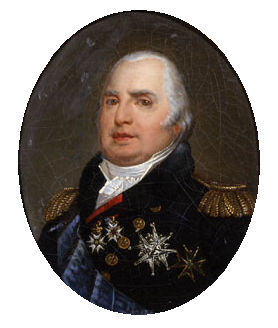
Ludvík, hrabě provensálký (1774–1793)
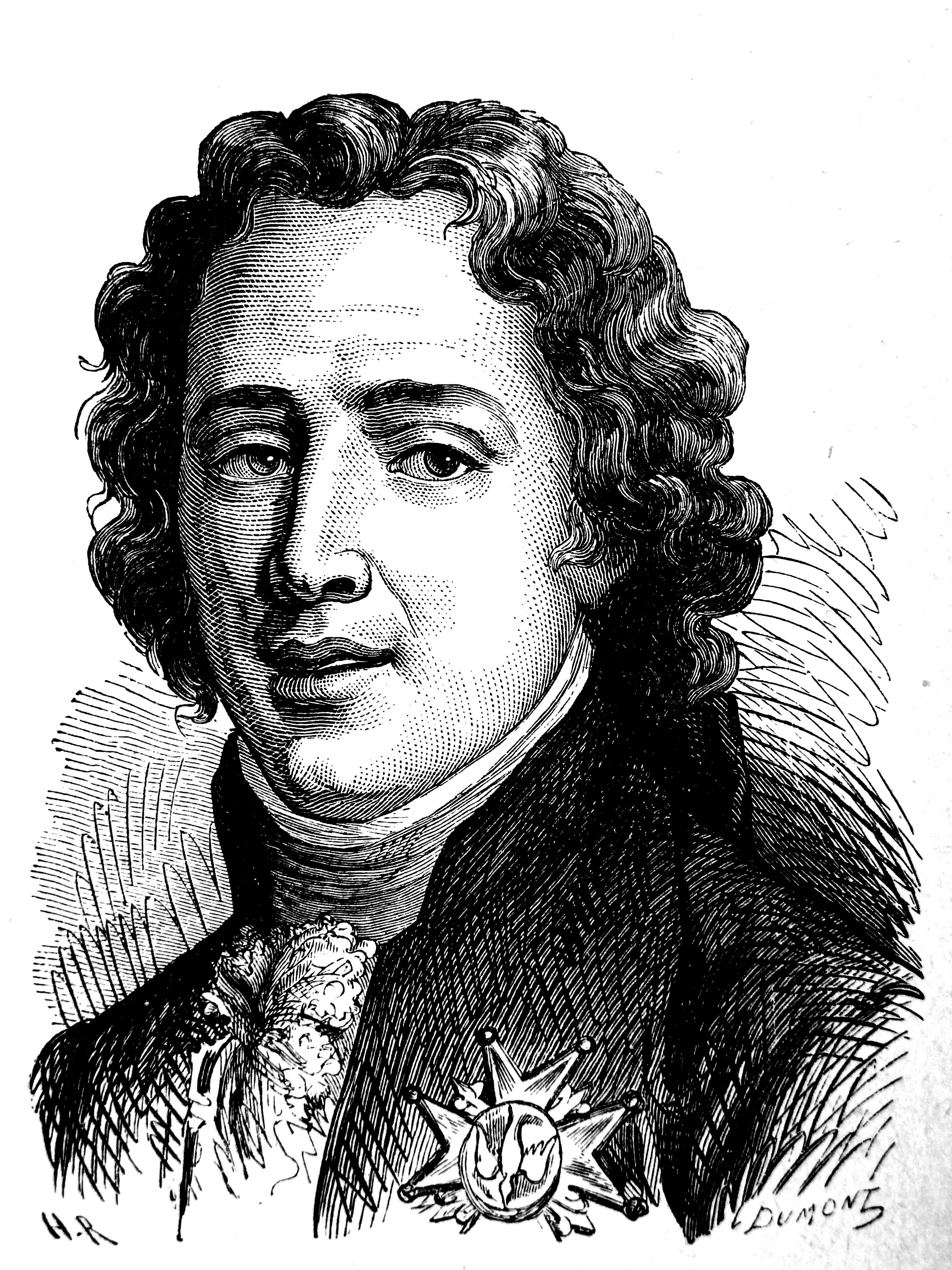
Karel, hrabě z Artois (1795–1824)